# Franke Sloothaak
Franke Sloothaak född 2 februari 1958, är en känd hoppryttare som tävlade framgångsrikt för Tyskland, även om han själv var född i Nederländerna. Han har två guldmedaljer och ett brons från OS tillsammans med det tyska landslaget och 1994 tog han dubbelt guld, både individuellt och tillsammans med laget, under VM i Haag. 

## Biografi
Franke Sloothaak föddes den 2 februari 1958 i Heerenveen i Nederländerna. Han började rida som åttaåring och blev snabbt en framgångsrik juniorryttare inom hoppningen. Vid endast 14 års ålder fick Franke delta i Junior-EM med det holländska hopplandslaget där de fick en silvermedalj. Franke fick då flytta till Tyskland där han började träna för Alwin Schockemöhle, som tog en guldmedalj under OS i Montréal år 1976. 1979 blev Franke tysk medborgare och fick börja tävla för Tyskland. 1981 vann han sitt första tyska mästerskap. 
1983 började Franke istället träna för Alwins bror, världsmästaren Paul Schockemöhle, och fick året efter följa med till OS i Los Angeles där han tillsammans med det tyska landslaget tog hem en bronsmedalj. Under världsmästerskapen i Haag gjorde Franke dubbel succé med en individuell guldmedalj och ett lag-guld. 1996 slutade han dock att tävla och blev istället professionell tränare med en egen ridanläggning i Tyskland. 

## Meriter

### Medaljer

#### Guld
- OS 1988 i Seoul (lag)
- OS 1996 i Atlanta (lag)
- VM 1994 i Haag (lag)
- VM 1994 i Haag (individuellt)
- VM 1998 i Rom (lag)

#### Silver
- EM 1991 i La Baule (individuellt)

#### Brons
- OS 1984 i Los Angeles (lag)
- VM 1998 i Rom (individuell)
- EM 1985 i Dinard (lag)

### Övriga meriter
- Har erhållit hela 13 medaljer från tyska mästerskapen mellan 1991 och 2000 (3 guld, 7 silver, 3 brons)
- Har 1 silver och två brons från Världscupen

## Topphästar
- Weihaiwej (född 1994), fuxfärgad Oldenburgare e:Westminster
- Joli Coeur (född 1986), fuxfärgat Belgiskt varmblod e:Major de la cour
- Cyrano de Bergerac (född 1994) brun hannoveranare e:Coriano